# Roeboides
Roeboides Günther, 1864 è un genere di 21 specie di pesci appartenenti alla famiglia Characidae, sottofamiglia Characinae.

## Distribuzione e habitat
Queste specie sono diffuse nelle acque dolci del Centro-Sudamerica.

## Specie
- Roeboides affinis
- Roeboides araguaito
- Roeboides biserialis
- Roeboides bouchellei
- Roeboides carti
- Roeboides dayi
- Roeboides descalvadensis
- Roeboides dientonito
- Roeboides dispar
- Roeboides guatemalensis
- Roeboides ilseae
- Roeboides loftini
- Roeboides margareteae
- Roeboides microlepis
- Roeboides myersii
- Roeboides numerosus
- Roeboides occidentalis
- Roeboides oligistos
- Roeboides prognathus
- Roeboides sazimai
- Roeboides xenodon